# Jogos Escolares Brasileiros
Os Jogos Escolares Brasileiros, ou JEBs, são a competição mais importante do calendário esportivo escolar no Brasil. Surgiram em 1969, sendo hoje realizados pela Confederação Brasileira do Desporto Escolar (CBDE). Objetivam promover a inclusão social a partir do esporte, detectar novos talentos e criar um novo ambiente favorável à continuidade da prática esportiva no país.
Paralelamente às competições, é oferecida aos jovens uma programação intensa de atividades culturais, educativas e sociais.
Os JEBs têm grande potencial de detecção de talentos esportivos no Brasil, e envolvem mais de dois milhões de estudantes, de 40 mil escolas de 3,6 mil municípios brasileiros, nas etapas regionais.
São realizado em duas etapas - muitas vezes em cidades diferentes - com faixas etárias distintas. A de 12 a 14 anos conta com a disputa de 13 modalidades. A de 15 a 17 anos também tem 12 modalidades.[carece de fontes?]

## Modalidades

### 12 a 14 anos
- Atletismo
- Badminton
- Basquete
- Ciclismo
- Futsal
- Ginástica Rítmica
- Handebol
- Judô
- Luta Olímpica
- Natação
- Tênis de Mesa
- Vôlei
- Xadrez

### 15 a 17 anos
- Atletismo
- Badminton
- Basquete
- Ciclismo
- Futsal
- Ginástica Rítmica
- Handebol
- Judô
- Natação
- Taekwondo
- Tênis de Mesa
- Vôlei
- Vôlei de Praia
- Xadrez

## Edições
- 2005 - Brasília (12-14 anos) / Brasília (15-17 anos)
- 2006 - Poços de Caldas (12-14 anos) / Brasília (15-17 anos)
- 2007 - Poços de Caldas (12-14 anos) / João Pessoa (15-17 anos)
- 2008 - Poços de Caldas (12-14 anos) / João Pessoa (15-17 anos)
- 2009 - Poços de Caldas (12-14 anos) / Londrina e Maringá (15-17 anos)
- 2010 - Fortaleza (12-14 anos) / Goiânia (15-17 anos)
- 2011 - João Pessoa (12-14 anos) / Curitiba (15-17 anos)
- 2012 - Poços de Caldas (12-14 anos) / Cuiabá (15-17 anos)
- 2013 - Natal (12-14 anos) / Belém (15-17 anos)
- 2014 - Londrina (12-14 anos) / João Pessoa (15-17 anos)
- 2015 - Fortaleza (12-14 anos) / Londrina, Maringá, Cambé e Ibiporã (15-17 anos)
- 2016 - João Pessoa (12-14 anos) / João Pessoa (15-17 anos)
- 2017 - Brasília (12-14 anos) / Brasília (15-17 anos)
- 2018 - Natal (12-14 anos) / Natal (15-17 anos)
- 2019 - Blumenau (12-14 anos) / Blumenau (15-17 anos)

## Atletas de destaque
- 2010[6] - 12 a 14 anos: Vitor Guaraldo (Masculino) e Emanuelle Lima (Feminino) / 15 a 17 anos: Ruan Isquierdo (Masculino) e Tamiris Liz (Feminino)
- 2011[7] - 15 a 17 anos: Luiz Altamir Melo (Masculino) / Tamiris Liz (Feminino)
- 2012[8] - Felipe Souza (natação), Mayara SIñeriz (ginástica rítmica) - 12 a 14 anos; Matheus Santana (natação) e Camila Nogueira (judô) - 15 a 17 anos
- 2013[9] - 12 a 14 anos: Samia Lima (badminton) e Vitor Bibiano (tênis de mesa) ;  15 a 17 anos: Paula Hoffmann (vôlei de praia) e Vitor Hugo Santos (atletismo)
- 2014[10]: Fabrício Ruan Rocha, badminton (12 a 14 anos); Rafaela Raurich, natação (15 a 17 anos)
- 2015[11] - Amanda Kunkel (ciclismo) e Leonardo Santana (judô) - 12 a 14 anos; Stephany Gonçalves (ginástica rítmica) e Paulo de Oliveira(atletismo) - 15 a 17 anos

### Atletas revelados
Alguns atletas foram revelados por meio dos Jogos Escolares, seguindo carreiras de sucesso no esporte posteriormente.
- Hugo Calderano
- Bárbara Leôncio
- André de Lima Amorim[12]